# Mulcher

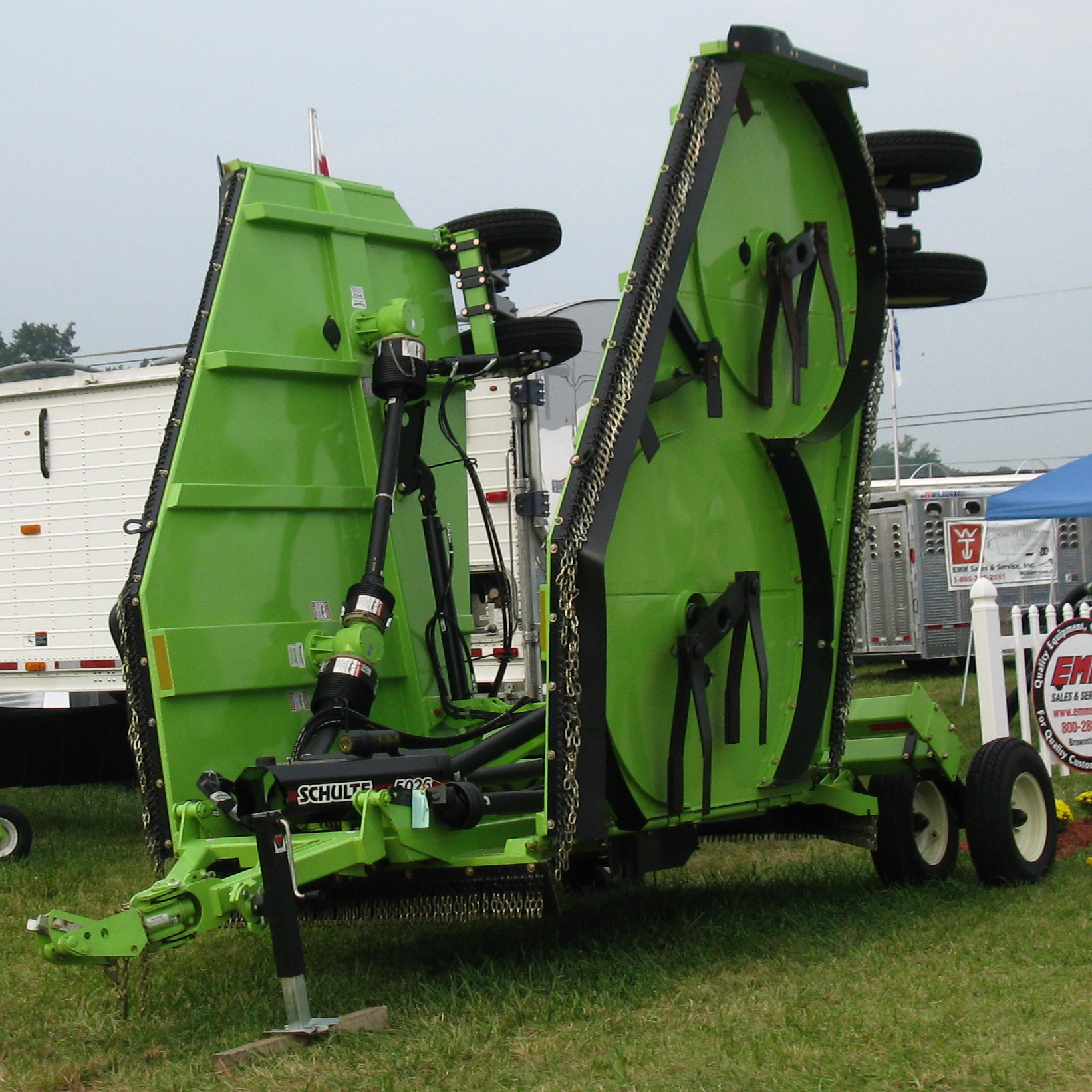
Sichelmulcher als Anhängegerät in Transportstellung

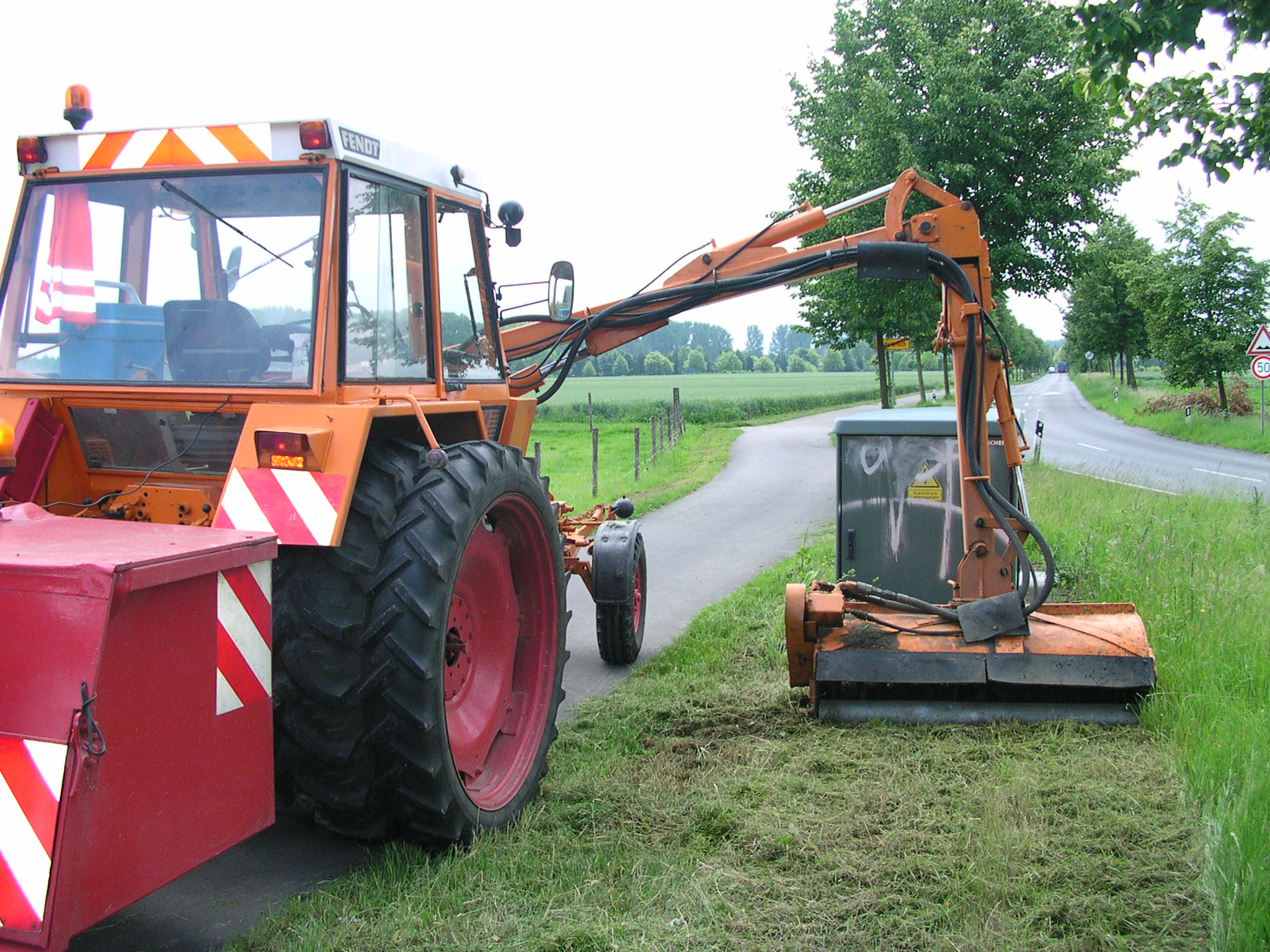
Kommunaler Einsatz von Mulchern: Mähen des Grünstreifens mittels am Hydraulikausleger montierten Mulcher

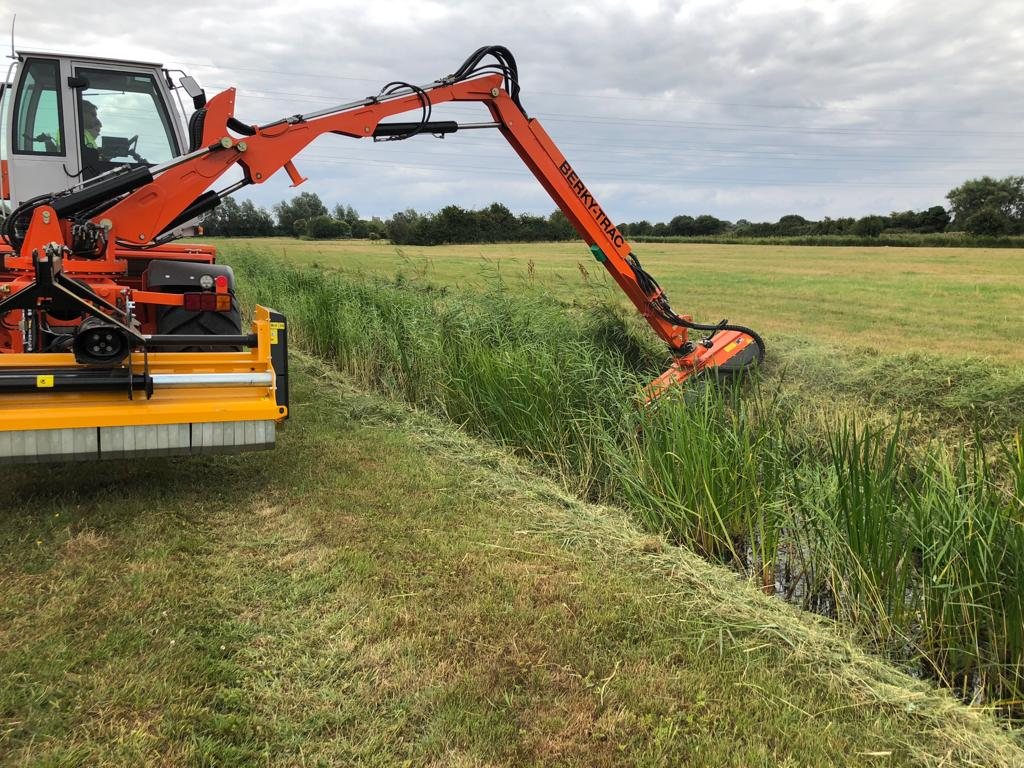
Einsatz eines Mulchers zur Gewässerunterhaltung

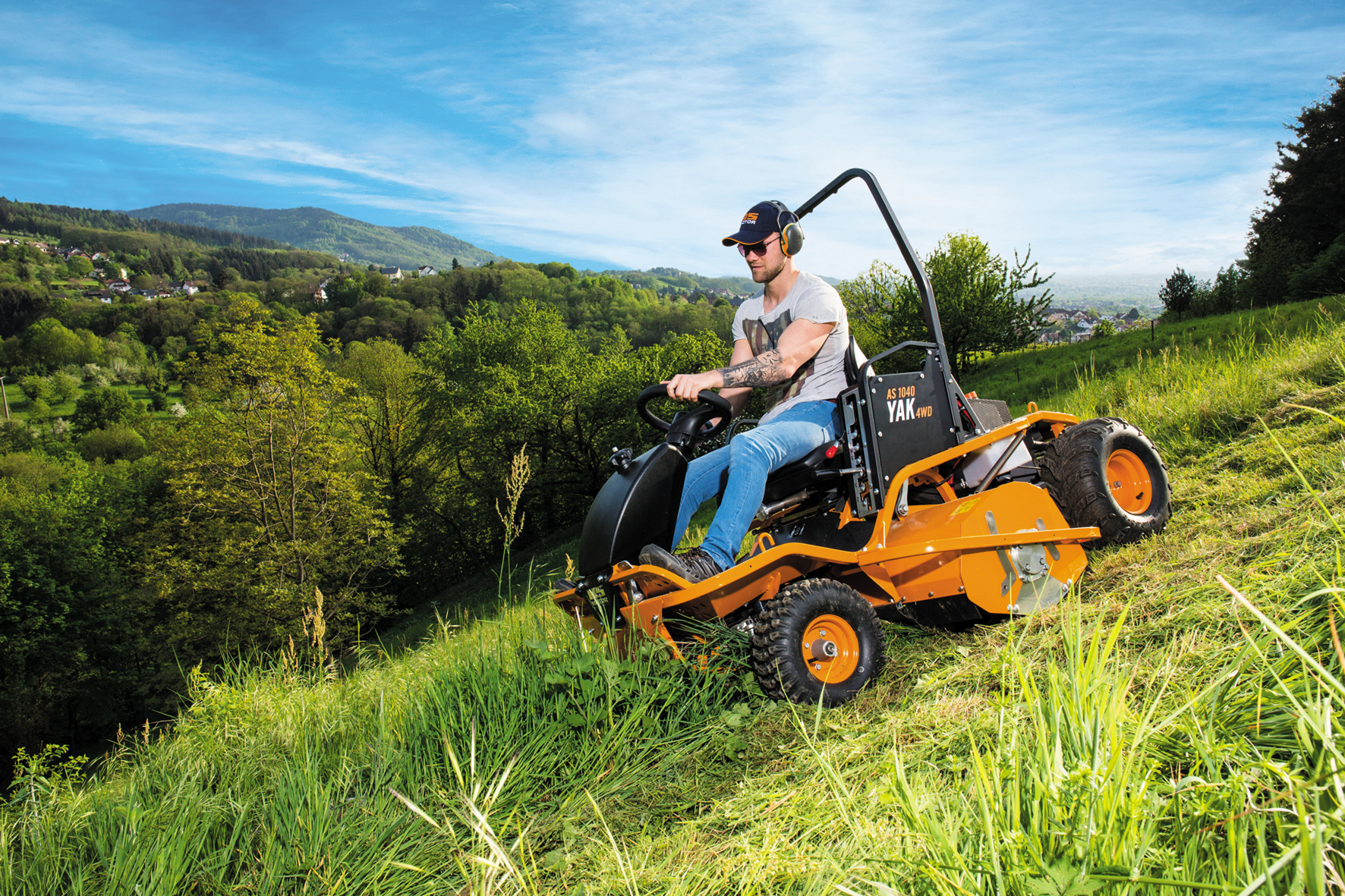
Aufsitz-Schlegelmäher

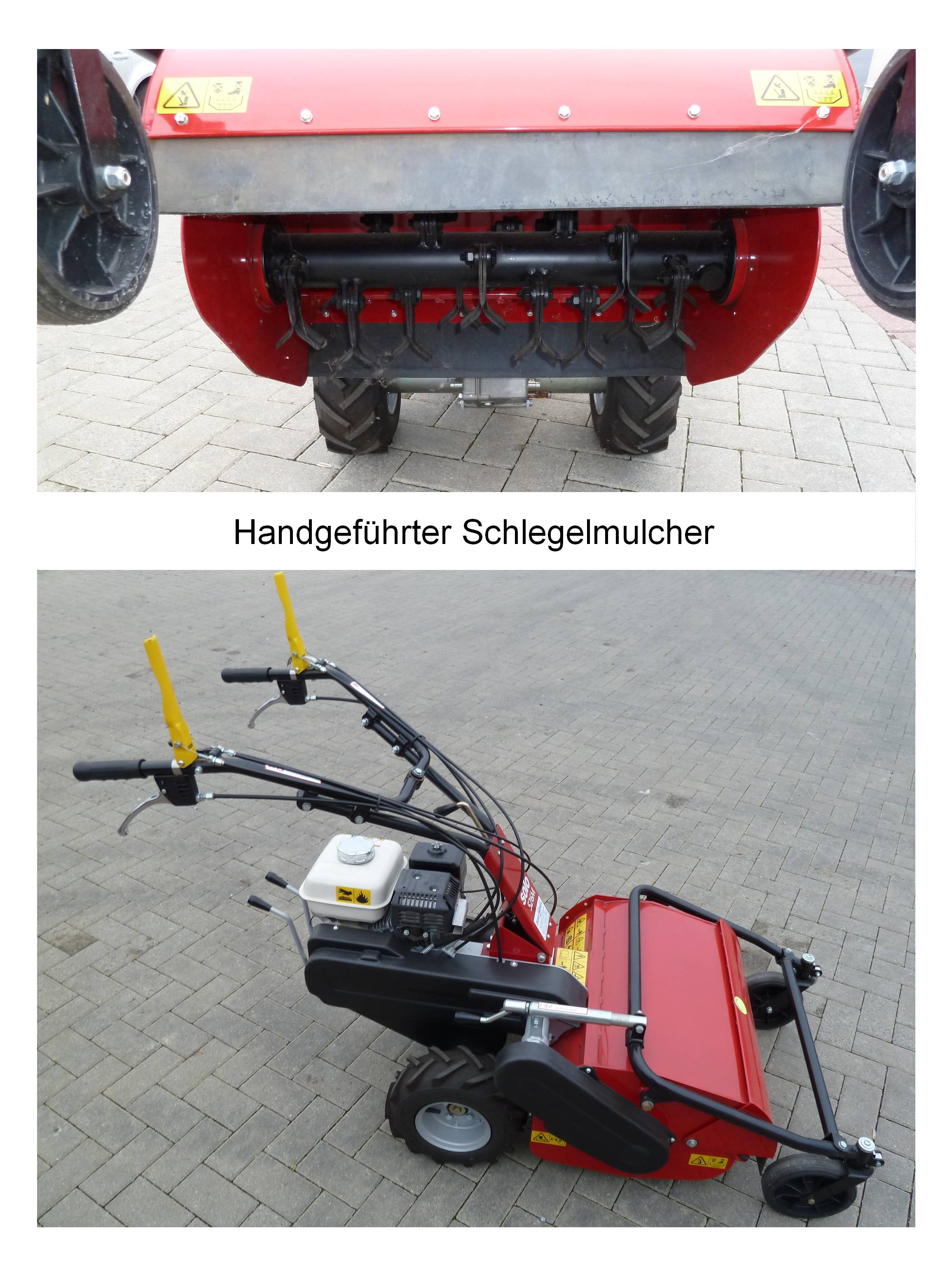
Handgeführter Schlegelmäher

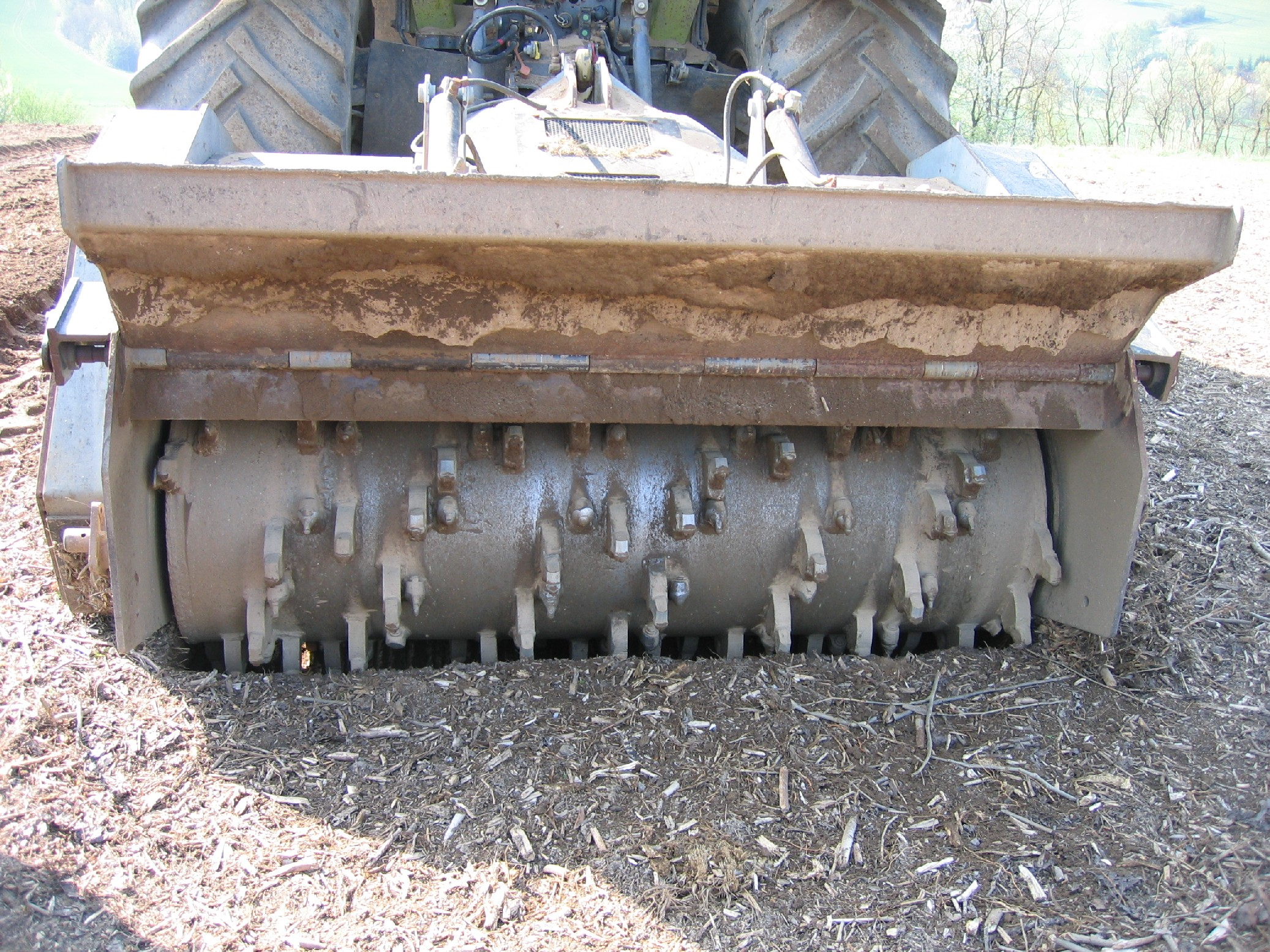
Sonderform eines Mulchers mit feststehenden Werkzeugen beim Wiederherstellen einer mit Gehölzen bestockten Fläche

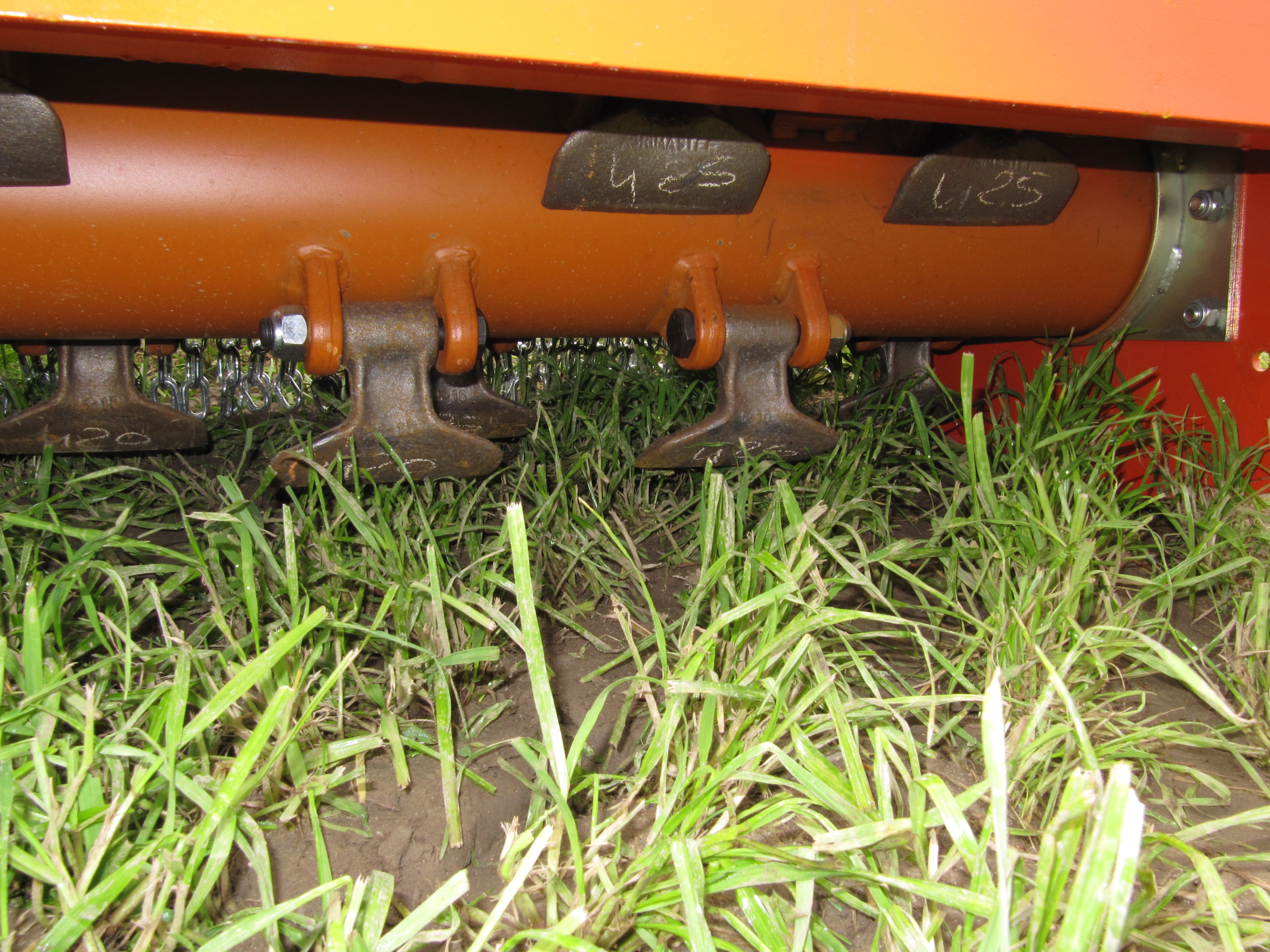
Mähschlegel an der Rotorwelle eines Schlegelmulchers

Ein Mulcher, auch Mähmulcher, Mulchgerät oder je nach Ausführungsart Schlegelmulcher oder Sichelmulcher (= Kreiselmulcher) genannt, ist eine Maschine zum Mähen und gleichzeitigen Zerkleinern des Mähgutes. Mulcher werden hauptsächlich zur Brachflächen- oder Landschaftspflege eingesetzt. Unterschieden werden unter anderem handgeführte Geräte, Aufsitzmulcher und am Hydraulikausleger montierte Mulcher.
Die im Gartenbau wegen des als Mulch verwendbaren Schreddergutes ebenfalls als Mulcher bezeichneten Häcksler sind keine Mähmaschinen und daher nicht mit den hier beschriebenen Maschinen vergleichbar.

## Einsatzbereiche
Im kommunalen Bereich verwendet man Mulcher vorwiegend zur Mahd und Pflege der Grünstreifen entlang der Straßen oder von Unland. In der Landwirtschaft dienen sie u. a. zur Pflege von Brachflächen und zur Zerkleinerung von Gründüngungspflanzen vor der Einarbeitung in den Boden. In der Forstwirtschaft kommen sie zur Freihaltung von Überleitungsflächen oder zur Nutzbarmachung von Flächen, die vorher mit Gehölzen bestockt waren, zum Einsatz. Im Obst- und Weinbau setzt man Mulcher zum Freihalten der Gassen zwischen den Obstbäumen, Beerenobststräuchern oder Weinreben und zur Zerkleinerung des Schnittholzes vom Rebschnitt bzw. Obstbaumschnitt ein. In der Gewässerunterhaltung werden Mulcher für die Mahd an Graben-Böschungen und Gewässerufern eingesetzt.

## Ausführungsarten
Mulcher werden in der Regel über die Zapfwelle oder die Hydraulikanschlüsse eines Traktors oder Unimogs angetrieben. Sie werden, soweit sie nicht als Anhängegerät konstruiert sind, entweder unmittelbar oder an einem hydraulisch steuerbaren Auslegerarm, ähnlich dem eines Baggers, am antreibenden Fahrzeug angebaut. Es sind aber auch kleine Selbstfahrer in handgeführter Ausführung oder als Aufsitzmaschine erhältlich.
Durch die besondere Bauart ergibt sich auch bei hohem, verfilztem Gras ein sauberes Schnittbild, zugleich wird das Schnittgut stark zerkleinert und gleichmäßig verteilt. Zerkleinerung und Verteilung fördern zugleich die rasche Verrottung des Schnittgutes, das deshalb nicht abgeräumt werden braucht, sondern auf der gemähten Fläche verbleiben kann.
Es gibt zwei Grundbauarten von Mulchmähern: Kreisel- bzw. Sichelmulcher und Schlegelmulcher.
Beim Sichelmulcher erfolgt der Mäh- und Zerkleinerungsvorgang durch schnell rotierende waagerechte Messer. Zum leichteren Herummähen um Bäume oder Zaunpfähle sind Sichelmulcher auch mit hydraulischer gesteuerter Arbeitsbreitenänderung durch Einschwenken eines Teiles des Mähers (sogenannte Stockräumer) erhältlich.
Beim Schlegelmulcher ist das Arbeitsorgan eine sich schnell entgegengesetzt der Fahrtrichtung drehende Welle (Drehzahl ca. 2300/min) mit zahlreichen spiralförmig an der Welle beweglich befestigten und robust ausgeführten Messern, den sogenannten Schlegeln. Der Leistungsbedarf eines Schlegelmulchers ist mit 12 bis 18 kW pro Meter Arbeitsbreite im Vergleich zu anderen Mähmaschinen recht hoch. Vorteilhaft beim Schlegelmulcher ist jedoch, dass aufgrund der robusten Ausführungsart der Schlegel Äste und kleine Holzstücke mitverarbeitet werden können und Steine keine Schäden an der Maschine hervorrufen.

## Ökologische Nachteile
Neben dem grundsätzlich positiven Effekt, die das Mulchen als Beitrag zur langfristigen Bodenfruchtbarkeit hat, gibt es, wie bei allen Mähwerkzeugen mit schnell laufenden Messern erhebliche negative Folgen für die Artenvielfalt. So haben sämtliche Insekten und Kleintiere, die in einen Mulchmäher geraten, durch das Häckseln des Schnittgutes so gut wie keine Überlebenschance. Es entstünden regelrechte Todeszonen, in denen die Biodiversität stark eingeschränkt wird. Es wird nicht nur die Lebensumgebung, sondern auch gleich die aufwachsende Population der Kleinlebewesen zerstört.
Durch Schlegelmäher werden die Nester von Hummelarten, die in der Krautschicht nisten, vernichtet. In einer Reihung der Mähtechniken bezüglich ihrer Schädlichkeit für die Wiesenfauna werden Mulchgeräte als die schädlichsten eingestuft. Die Leitlinien des Deutschen Verbandes für Landschaftspflege empfehlen, zum Schutz der heimischen Insektenwelt auf das Mulchen ganz zu verzichten und lieber tierfreundlichere, konventionelle Mähtechniken, beispielsweise mit einem Balkenmäher, einzusetzen.